# Leuchtturm Mehikoorma
Der Leuchtturm Mehikoorma (estnisch Mehikoorma tuletorn) ist ein Leuchtturm am Westufer im südlichen Teil des Peipussees in der Gemeinde Meeksi im Kreis Tartu in Estland. Der Leuchtturm wurde 1906 als Holzkonstruktion erbaut, die 1938 durch Stahlbeton ersetzt wurde. Der Turm ist komplett in Weiß gestrichen.
Die im See verlaufende Grenze zu Russland ist an dieser Enge zwischen dem nördlichen Seeteil (Peipus-Lämmi-See) und dem südlichen Teil (Peipus-Pihkva-See) nur 700 Meter entfernt, das russische Ufer bei Kap Sosnizkoi, Pnjowo (Oblast Pskow), liegt etwa 1,6 km südöstlich. Verkehrsverbindungen gibt es nicht mehr. In unmittelbarer Nähe befindet sich ein auffälliger Stahlgitterturm für den Funkverkehr und ein Beobachtungsturm der Grenzsicherung.
2008 gab die estnische Post eine Briefmarke mit dem Leuchtturm Mehikoorma heraus.